# Нахичевань
Нахичева́нь (азерб. Naxçıvan [Нахчыван], арм. Նախիջևան [Нахиджеван], перс. نخجوان‎ [Нахджеван]) — город в Азербайджане, административный центр Нахичеванской Автономной Республики. Расположен на правом берегу реки Нахчыванчай, притока Аракса.

## Этимология
Впервые город был упомянут в «Географии» Птолемея под названием «Наксуана» (др.-греч. Ναξουάνα, лат. Naxuana). Армянский историк Моисей Хоренский называл его «Иджеваном».
Иудейский историк I века Иосиф Флавий, описывая гору, к которой пристал Ноев ковчег во время библейского Всемирного потопа, называет прилегающую к ней местность «Апобатерион» (др.-греч. Ἀποβατήριον), что переводится с древнегреческого как «место высадки». Данный топоним английский историк XVII—XVIII века У. Уистон в комментариях к переводу работы Флавия отожествляет с птолемеевской Наксуаной, считая «Апобатерион» калькой армянского названия этого места — «Нахиджеван», означающего в переводе «первое место высадки».
Согласно М. Фасмеру, топоним „Нахджаван (Нахичевань)“ происходит от арм.  собственного имени „Νaχič“ и слова „avan“ — местечко, др.-перс.  „avahana“ — „местечко, деревня“ (позднее тюркская трансформация дж → ч привела к образованию вариантов „Нахичеван“ или „Нахчыван“). С этим толкованием соглашается немецкий филолог Г. Хюбшман.
В топонимическом словаре «Географические названия мира» географ Е. М. Поспелов указывает, что в наиболее ранней письменной форме топонима Нахтчаван «нахтча» др.-арм. представляет собой родо-племенное название, а элемент «ван» (варианты «вани», «вана»), очень продуктивный в древней топонимии Закавказья и Малой Азии, употреблялся со значениями «место», «дом», «земля», «страна», а также в роли суффикса принадлежности. Таким образом, с учётом древности топонима можно считать, что первичным было название местности Нахтчаван («земля рода нахтча»), а по ней затем получил название возникший на этой земле город.
В 1990-е годы русскоязычные азербайджанские источники, а затем и Роскартография изменили подходы к передаче географических названий Азербайджана. В числе изменённых вследствие этого географических названий оказалось и название «Нахичева́нь», которое стало передаваться как "Нахчыва́н ", хотя Правила русской орфографии и пунктуации и не указывают (§ 1) сочетание -чы- в качестве допустимых даже и для передачи собственных названий. Ряд языков продолжает использовать традиционный советский топоним «Нахичева́нь» (Nakhichevan).

## История

### Ранний период
По преданию, город Нахичевань был основан библейским Ноем. Дата основания города по персидским и армянским источникам — 1539 год до н. э. «Британника» прослеживает историю региона и города примерно с 1500 года до н. э. Согласно Советской исторической энциклопедии, город Нахичевань является одним из древних городов Закавказья, которому более 3 тысяч лет.
Согласно армянскому национальному преданию, отразившемуся у Мовсеса Хоренаци, около 550 года до н. э. армянский царь Тигран I Ервандид, разгромив в союзе с Киром Мидийское царство, поселил в городе и на окружающих его землях всех мидийских пленников (маров) с семейством убитого им последнего мидийского царя Астиага. По мнению авторов «Энциклопедии Ислама», это мидийское население можно считать предками курдов этого региона.
Во II веке н. э. город был известен Птолемею под именем Ναξουὰνα (Наксуана).
В начале II века до н. э. в составе области Басорепида (Васпуракан) Нахджаван был присоединён к Великой Армении царём Арташесом I. Здесь он был центром одноимённого гавара (округа), входившего в наханг (провинцию) Васпуракан (карту см. здесь), и оставался в составе Армении до падения этого царства в начале V века н. э.
Нахджаван, по-видимому, был центром владений одного из княжеских домов Армении — Мардпетакан. Титул носили династические князья из рода мардов, каспио-мидийского или матиено-маннейского происхождения, родовым доменом которых являлся Мардастан.
Армянский историк V века Фавстос Бузанд повествует о том, что в I веке до н. э. армянский царь Тигран Великий поселил в области Нахджаван выведенных из Палестины евреев, а в 369 году персидский царь Шапур II, во время нашествия на Армению, вывел из Нахджавана в Персию «две тысячи семей армян и 16 тысяч семей евреев», что привело к утрате Нахджаваном своего былого значения.

### Средние века
В 623 году Нахджаван был одним из городов Армении, через которые византийский император Ираклий совершил свой поход на Персию.
Русский исследователь XIX века Василий Григорьев в своём труде «Статистическое описание Нахичеванской провинции» указывает, что в древности Нахичевань был «одним из знаменитых и многолюднейших городов Армении».
В середине VII века всё Закавказье попало под власть Арабского халифата. В арабских источниках того времени Нахджаван упоминается как Нашава. В 705 году арабы заживо сожгли в церквях Нахджавана и соседнего селения Харм несколько сот представителей армянской знати, приглашённых ими якобы для заключения договора.
В 885 году Нахджаван был отвоёван у арабов вторым царём Армянского царства — Смбатом I Багратуни, который в 891/92 году отдал его на правах условного владения князю Сюника. В 902 году Смбат передал область владетелю Васпуракана Ашоту Арцруни, а после смерти последнего в 904 году вернул её владетелю Сюника Смбату. После этого Нахджаван, или Нахиджеван, как его также стали называть, оставался в составе Сюника. Здесь правили роды Орбелянов и Прошьянов, которые, как это видно из летописи Степаноса Орбеляна (XIII в.), сохранили своё значение и после тюркского завоевания.
В XI веке Нахичеван был захвачен турками-сельджуками, став резиденцией султана сельджуков, в XII веке — одна из столиц государства Ильдегизидов. Памятниками той эпохи являются главные достопримечательности города — величественный мавзолей Момине-хатун (1186—1187 гг.) (воздвигнут зодчим Аджеми Нахчивани, основоположником нахичеванской архитектурной школы, считается шедевром азербайджанской архитектуры) и гробница Юсуфа ибн Кусейра (1162).
О своей встрече с армянами Нахичевани сообщал Гильом де Рубрук в 1253—1255 годах. Папский посол Рубрук, посетивший город вскоре после его разгрома монголами, нашёл на месте этого некогда «величайшего и красивейшего города» «почти пустыню»: «Прежде в нём было восемьсот армянских церквей, а теперь только две маленьких, а остальные разрушили сарацины».
В 1386 году Тамерлан вторгся в Армению, захватив в том числе Нахичевань.

### Новое время
Осенью 1603 года шах Аббас I в ходе войны с Оттоманской империей занял Нахичеванский край, приказав разрушить город, однако летом 1604 года оттоманские войска предприняли контрнаступление, заставшее шаха Аббаса врасплох. Не надеясь удержать захваченные земли, шах Аббас решил осуществить тактику «выжженной земли» и депортировал всё население Нахичевана и Эривани (как армянское, так и мусульманское) вглубь Персии. Всего из Нахичевани и Эривани было депортировано в Персию 250—300 тысяч армян. Столетия войн, разрушительных набегов, вынужденной миграции привели к тому, что армянское население Нахичевани стало меньшинством.
Тем не менее турецкий путешественник Эвлия Челеби, посетивший Нахичеванский край в 1648 году, писал о Нахичеване, что «город украшают 10 000 больших домов, крытых глиной; имеется 70 соборных мечетей и мест поклонения, 40 квартальных мечетей, 20 домов для приезжих, 7 прекрасных бань, около 1 000 лавок». Челеби приписывал основание Нахичевани (под названием Нахшеван или Накшиджихан) легендарному царю Турана Афрасиябу из иранской мифологии.

### Новейшее время
В конце XVIII — начале XIX веков Нахичеван — столица полусамостоятельного Нахичеванского ханства.
В 1813 году по Гюлистанскому мирному договору Россия признала это ханство «в совершенной власти» Персии. Однако, с началом новой русско-персидской войны ханство было занято войсками генерала Паскевича, который 26 июня 1827 года вступил в Нахичеван, разгромив трёхтысячный персидский кавалерийский отряд. По Туркманчайскому мирному договору, подписанному 10 февраля 1828 года, территория Эриванского и Нахичеванского ханств была уступлена шахом «в полную собственность» Российской империи. Тогда же город Нахичеван вошёл в состав вновь созданной Армянской области. С 1849 года — центр Нахичеванского уезда Эриванской губернии.

### Период Азербайджанской ССР
В июне 1918 года город вначале заняли турецкие войска, при поддержке которых была провозглашена Аракская республика. В ноябре 1918 года их сменили англичане. В марте 1919 года войска Карабекира заняли Нахичеван как спорную территорию между Азербайджаном и Арменией. 28 июля 1920 года Нахичевань была занята частями 11-й Красной Армии. В то же время сохранялось дестабилизирующее влияние турецкой армии. В январе 1921 года Сталин в разговоре с представителем Армении утверждал, что разговора о Нахичевани быть не может — она однозначно должна быть в составе Армении.
В начале 1921 года был проведён референдум, который показал, что 90 % участвующих хочет быть в составе Азербайджана на правах автономной республики. Многие армянские деревни не были осведомлены о переходе Нахичевани под контроль Азербайджана. В феврале 1921 года множество армянских беженцев скопилось в Садараке.
С 9 февраля 1924 года город стал столицей Нахичеванской АССР. 
В июле 1941 года с началом Великой отечественной войны в Нахичевани было организовано 185 кружков по изучению противовоздушной и противохимической обороны. Численность слушателей курсов на июль 1941 года составила 6 212 человек. При учреждениях организовывались группы самозащиты. Организовывалось народное ополчение. Проводились курсы санитарных дружин.
В период Азербайджанской ССР город был реконструирован. Были построены новые жилые районы, административные и общественные здания, в том числе здание Музыкально-драматического театра (1964, архитекторы Э. Исмаилов, Г. Меджидов), Нахичеванского областного комитета КП Азербайджана (1965, архитектор Ю. Ибрагимов). В 1970—1980-е годы Нахичевань застраивался по генеральному плану 1968 года (архитекторы У. Ибрагимова, Н. Мамедбейли).

## Население
| 1897    | 1914    | 1915    | 1926    | 1939    | 1959    | 1970    | 1979    | 1989    |
| ------- | ------- | ------- | ------- | ------- | ------- | ------- | ------- | ------- |
| 8790    | ↗8945   | ↗10 246 | ↘8946   | ↗15 694 | ↗25 340 | ↗33 279 | ↗40 384 | ↗59 754 |
| 2010    | 2016[…] | 2017    | 2020    |         |         |         |         |         |
| ↗74 500 | ↗95 100 | ↘93 700 | ↗94 500 |         |         |         |         |         |

### XIX век
В 1850-х годах в городе насчитывалось 1114 армянских семьи.
К 1896 году в городе имелись пять мечетей, три армяно-апостольских церкви и одна православная. Путешественник Луиджи Виллари, посетивший регион в 1905 году, сообщает, что в Нахичевани азербайджанцы более обеспечены, чем сами армяне, и владеют почти всей землёй, тогда как большая часть армян, в качестве крестьян, работает на их владениях.
Согласно первой всеобщей переписи населения Российской империи 1897 года население города составляло 8790 человек. Из них грамотных — 1310 (14,9 %).

### XX век
По данным «Кавказского календаря» на 1915 год, к началу 1914 года в городе проживало 8945 человек, из них: мусульман-шиитов — 5986 чел., армян — 2638 чел., русских — 192 чел. и др. Согласно тому же календарю, в 1915 году население города составляло 10 246 чел.

### XXI век
Согласно переписи 2019 года население города Нахичевань составляло 95 100 человек.
На 1 января 2022 года численность населения составила 95 608 чел.
На 1 января 2024 года численность населения составила 97 205 чел. Из них 48 411 мужчин (49,8 %), 48 974 женщин (50,2 %).

### Национальный состав
| Год             | Всего  | Азербайджанцы  | Армяне         | Русские, украинцы, белорусы | Поляки      | Грузины     | Греки      | Ассирийцы   | Немцы       | Курды       | Остальные    |
| --------------- | ------ | -------------- | -------------- | --------------------------- | ----------- | ----------- | ---------- | ----------- | ----------- | ----------- | ------------ |
| Середина 1890-х | 7433   | 4512 (60,70 %) | 2376 (31,97 %) | 52 (0,7 %)                  | ---         | ---         | ---        | ---         | ---         | ---         | ---          |
| 1897 год        | 8790   | 6161 (70,09 %) | 2263 (25,75 %) | 232 (2,64 %)                | 83 (0,94 %) | 24 (0,27 %) | 8 (0,09 %) | 4 (<0,01 %) | 3 (<0,01 %) | 2 (<0,01 %) | 10 (0,11 %)  |
| 1926 год        | 10 296 | 7567 (73,49 %) | 1065 (10,34 %) | 1376 (13,36)                | ---         | ---         | ---        | ---         | ---         | 6 (0,06 %)  | 282 (2,74 %) |
| 1939 год        | ---    | 11 901         | 2033           | 1420                        | ---         | ---         | ---        | ---         | ---         | 32          | 289          |

### Религиозный состав
Данные согласно первой всеобщей переписи населения Российской империи 1897 г.
- Мусульмане[Комм. 2] — 6170 (70,19 %),
- Армяне (ААЦ)[Комм. 3] — 2226 (25,32 %),
- Православные — 249 (2,83 %),
- Армяне-католики — 35 (0,4 %),
- Старообрядцы и нерелигиозные — 16 (0,18 %),
- Римско-католики — 88 (1 %),
- Иудеи — 1 (<0,01 %),
- Протестанты — 5 (<0,01 %),

## Климат
| Показатель                    | Янв. | Фев. | Март | Апр. | Май  | Июнь | Июль | Авг. | Сен. | Окт. | Нояб. | Дек. | Год  |
| ----------------------------- | ---- | ---- | ---- | ---- | ---- | ---- | ---- | ---- | ---- | ---- | ----- | ---- | ---- |
| Средний суточный максимум, °C | 0,8  | 4,0  | 12,3 | 20,1 | 24,7 | 29,5 | 34,7 | 33,7 | 30,1 | 21,9 | 12,6  | 5,1  | 19,1 |
| Средняя температура, °C       | −4   | −0,5 | 5,4  | 12,4 | 17,5 | 22,4 | 26,9 | 26,2 | 21,9 | 14,1 | 6,5   | 0,9  | 12,4 |
| Средний суточный минимум, °C  | −6,8 | −4,3 | 1,0  | 7,4  | 11,5 | 15,9 | 20,0 | 18,7 | 14,7 | 8,2  | 2,3   | −2,5 | 7,1  |
| Норма осадков, мм             | 19   | 18   | 29   | 38   | 36   | 30   | 17   | 8    | 11   | 26   | 20    | 15   | 267  |
| Источник: World Climate       |      |      |      |      |      |      |      |      |      |      |       |      |      |

## Экономика
5 декабря 2024 года в юго-западной зоне города создан Нахичеванский промышленный парк.

## Транспорт
Город является главным транспортным центром республики. В Нахичевани находится аэропорт. Из него выполняются пассажирские рейсы в Баку, Гянджу, Киев, Москву, Стамбул.
От железнодорожного вокзала станции Нахичевань отправляются пассажирские поезда регулярного сообщения до Шарура, Джульфы, Ордубада. Налажено регулярное международное сообщение с иранскими городами Тебризом, Тегераном, Мешхедом. Скорый поезд № 15/16 отправляется до иранского города Мешхеда один раз в неделю.
Действует автомобильное сообщение с Турцией по дороге Нахичевань — Садарак.
С 3 ноября 1986 года по апрель 2004 года в городе функционировала троллейбусная система.
30 мая 2012 года открыта магистральная автомобильная дорога Нахичевань — Джульфа протяжённостью 32,4 км.

## Здравоохранение
Действует Нахичеванская городская больница.
С 1921 года действовала амбулатория при Нахичеванской городской больнице. В 1930 году амбулатория была преобразована в центральную поликлинику. 30 мая 2012 года открыто новое здание поликлиники.

## Инфраструктура
Действует Нахичеванский бизнес-центр.
Осуществляется строительство регионального центра DOST.

## Спорт
В Премьер-лиге играет футбольная команда «Араз-Нахчыван».

## Главы города
- Эльман Аббасов (28 апреля 1994 — 25 июля 1997)[88]
- Вели Шахвердиев (1997 — 22 февраля 2001)[89]
- Вугар Сафаров (22 февраля 2001 — 30 июля 2018)[90][91]
- Мирсанани Сеидов (30 июля 2018 — 17 ноября 2023)[92][93]
- Джаббар Мусаев (с 4 ноября 2024)[94]

## Достопримечательности
На юго-востоке города расположена средневековая Старая крепость.
19 июня 1998 года открыт Дом-музей Джалила Мамедкулизаде.
26 июля 2000 года создан музей памяти. В музее содержится 1500 экспонатов.

## Фотогалерея

### Памятники Нахичевани
- Гробница Юсифа ибн Кусейра, 1162
- Мавзолей Момине хатун, 1186
- Памятник XVIII века Мечеть Хаджи Руфаи Бека
- Мавзолей Кюбра

- Средневековые каменные барашки, собранные возле мавзолея Момине хатун
- Каменный барашек на бетонном основании
- Женский центр, XIX век

### Фотографии города
- Аэропорт Нахичевань
- Мавзолей Гусейна Джавида
- Дом Книги
- Вид на город с мавзолея Ноя

## Города-побратимы
- Батуми, Грузия (8 июня 2012)[99][100][…]
- Брест, Беларусь (28 августа 2012)[100][101][…]
- Велико-Тырново, Болгария[100]
- Кота-Кинабалу, Малайзия[100]
- Чунцин, Китай[100]